# Agapostemon poeyi
Agapostemon poeyi är en biart som först beskrevs av Lucas 1856.  Agapostemon poeyi ingår i släktet Agapostemon och familjen vägbin. Inga underarter finns listade i Catalogue of Life.